# Wyschniwez

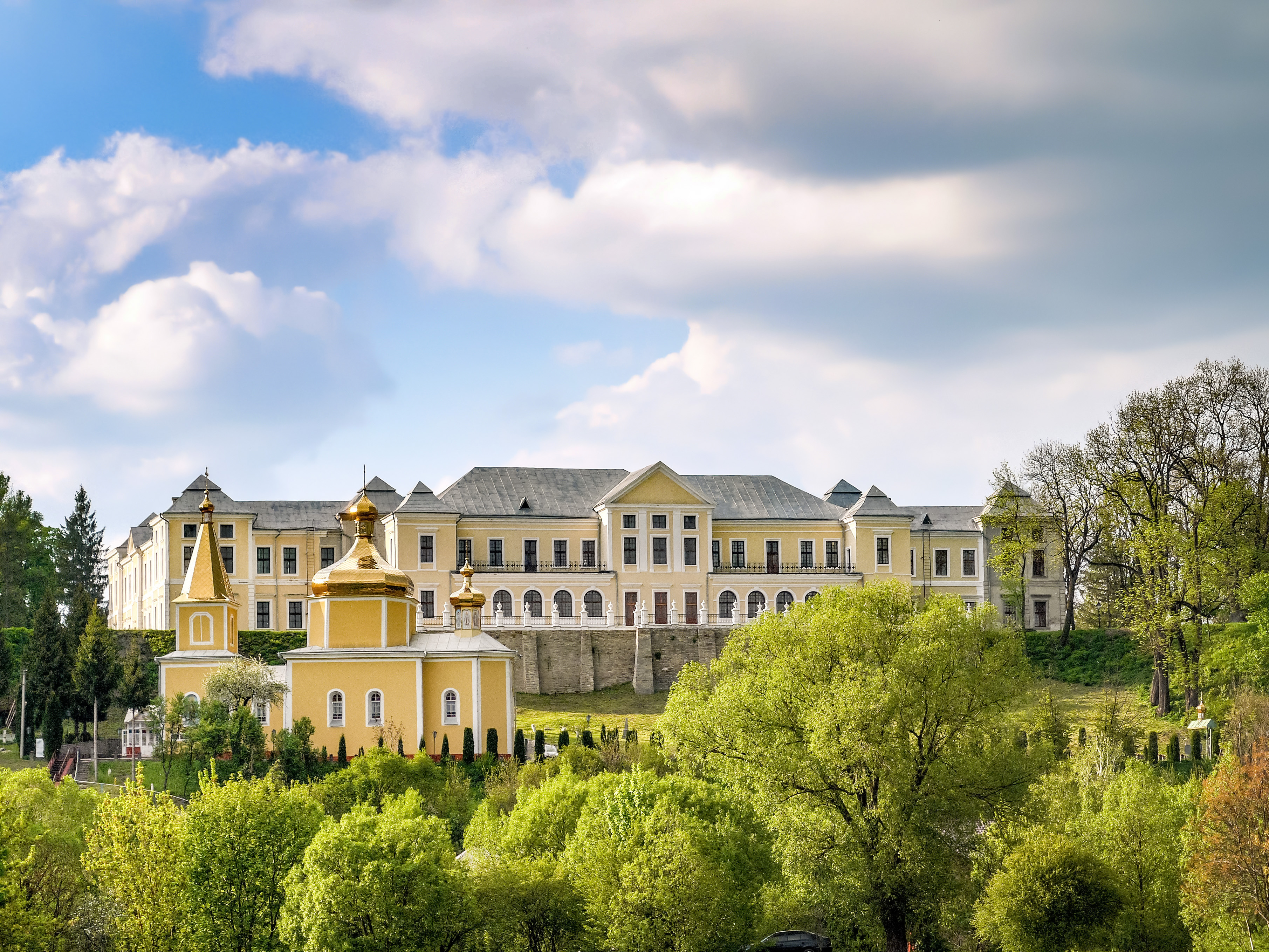
Blick auf die Christi-Himmelfahrt-Kirche und das Schloss

Wyschniwez (ukrainisch Вишнівець; russisch Вишневец Wischnewez, polnisch Wiśniowiec) ist eine Siedlung städtischen Typs in der Westukraine mit etwa 3400 Einwohnern.
Die Ortschaft liegt am Ufer der Horyn etwa 39 km nordöstlich der Oblasthauptstadt Ternopil und 25 Kilometer nördlich der ehemaligen Rajonshauptstadt Sbarasch.

## Geschichte

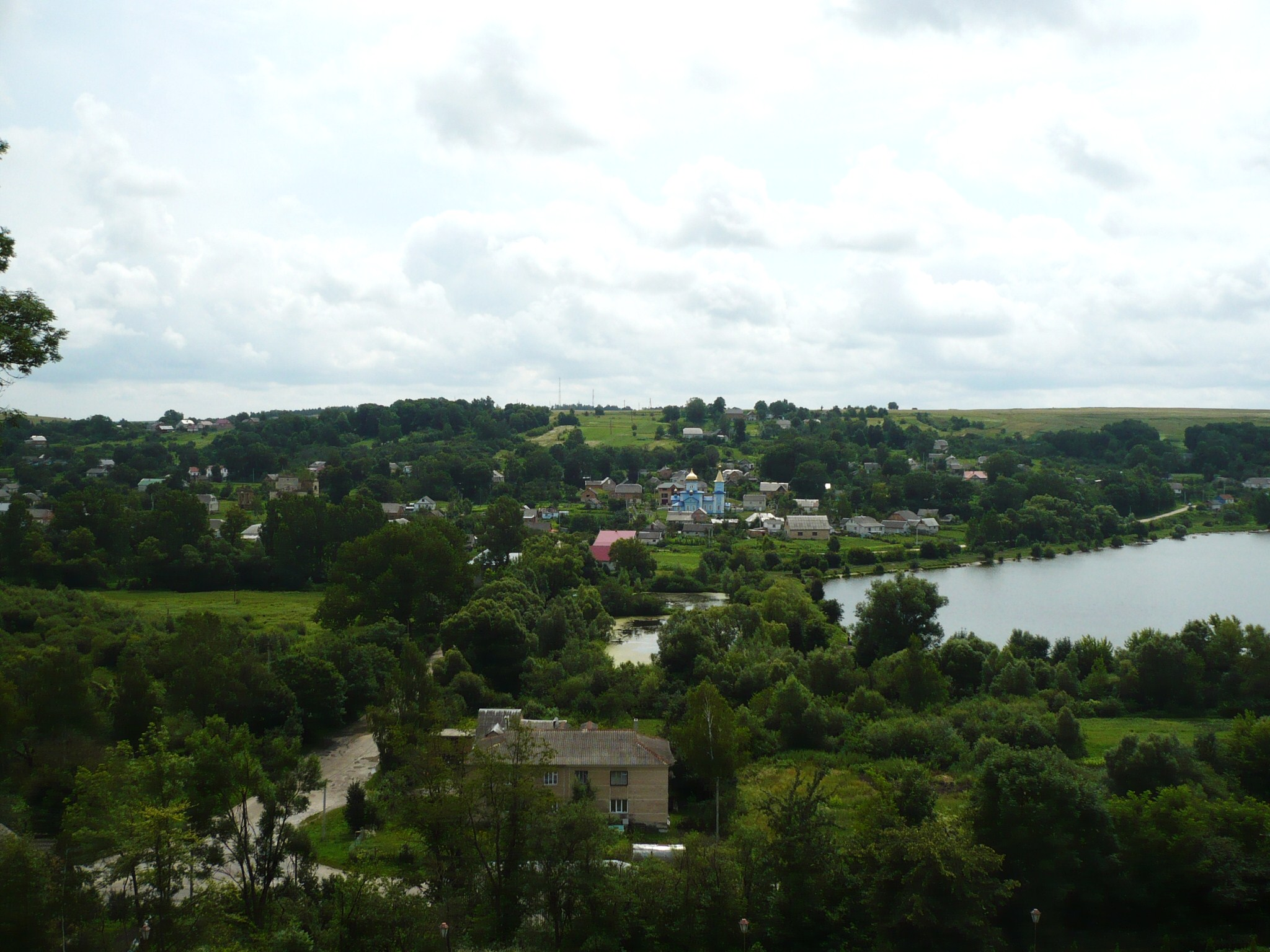
Blick auf den Ort

Der Ort wird 1395 zum ersten Mal schriftlich erwähnt, bekam Ende des 15. Jahrhunderts das Magdeburger Stadtrecht verliehen und gehörte dann bis 1772 in der Woiwodschaft Wolhynien, zur Adelsrepublik Polen-Litauen. Mit den Teilungen Polens fiel der Ort an das Russische Reich und lag bis zum Ende des Ersten Weltkriegs im Gouvernement Wolhynien.
Nach dem Ende des Ersten Weltkrieges kam der Ort zu Polen (in die Woiwodschaft Wolhynien, Powiat Krzemieniec), wurde im Zweiten Weltkrieg kurzzeitig von der Sowjetunion und dann bis 1944 von Deutschland besetzt, dieses gliederte den Ort in das Reichskommissariat Ukraine ein.
Nach dem Ende des Krieges wurde der Ort der Sowjetunion zugeschlagen, dort kam die Stadt zur Ukrainischen SSR und ist seit 1991 ein Teil der heutigen Ukraine. 1960 wurde Wyschniwez der Status einer Siedlung städtischen Typs verliehen, bereits im Januar 1940 wurde der Ort zur Rajonshauptstadt des Rajons Wyschniwez bestimmt, dieser bestand bis zu seiner Auflösung im Jahre 1962.

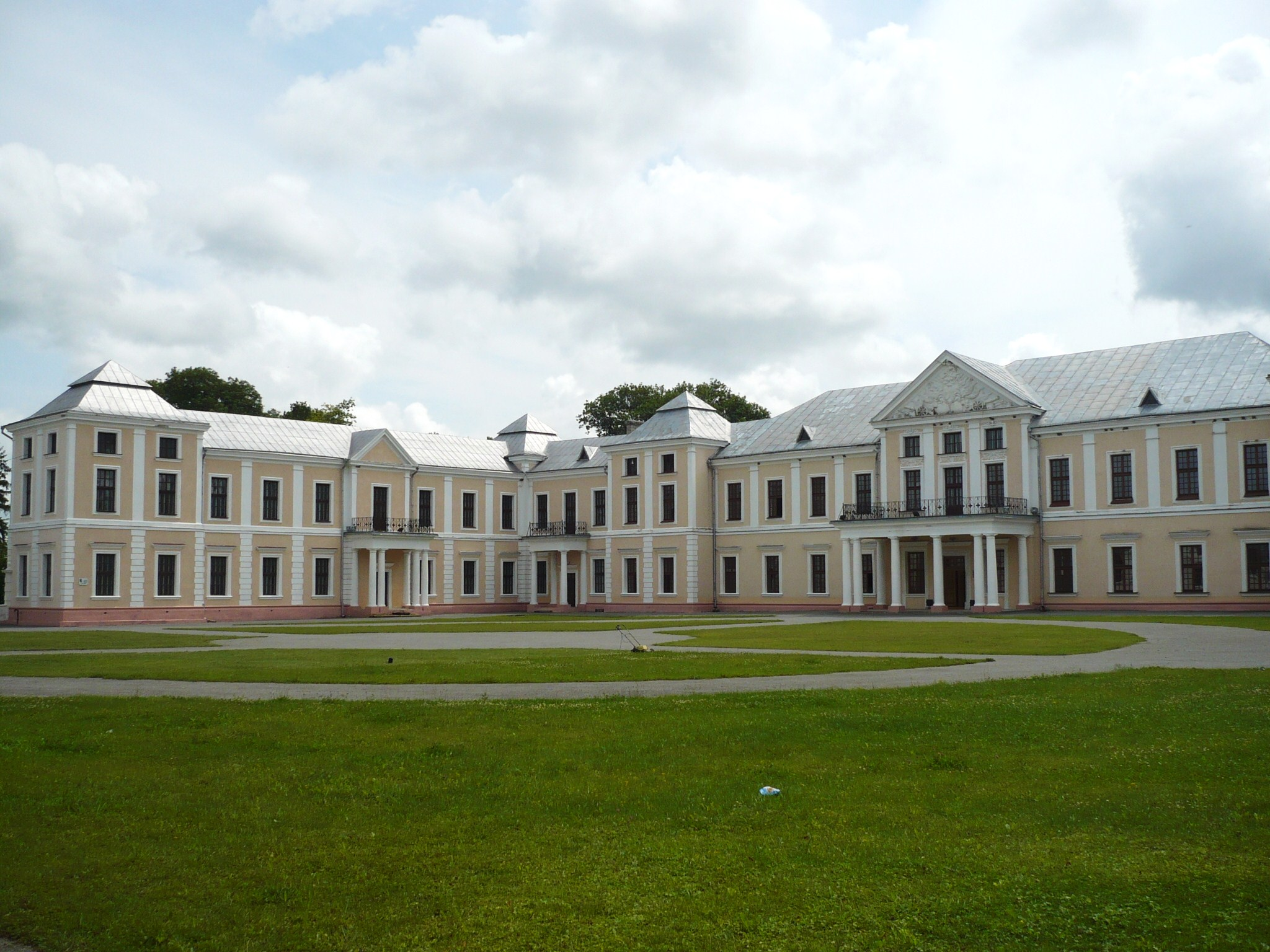
Schloss der Familie Wiśniowiecki im Ort

Der Ort war der Stammsitz des polnischen Adelsgeschlechts Wiśniowiecki, davon zeugen bis heute die Burg aus dem 15. Jahrhundert sowie das Schloss samt Park aus dem 18. Jahrhundert.

## Verwaltungsgliederung
Am 13. September 2016 wurde die Siedlung zum Zentrum der neugegründeten Siedlungsgemeinde Wyschniwez (Вишнівецька селищна громада/Wyschniwezka selyschtschna hromada). Zu dieser zählen auch noch die 8 Dörfer Bodaky, Butyn, Fedkiwzi, Kynachiwzi, Myschkiwzi, Poljany, Sahoroddja und Staryj Wyschniwez, bis dahin bildete sie zusammen mit dem Dorf Sahoroddja die gleichnamige Siedlungsratsgemeinde Wyschniwez (Вишнівецька селищна рада/Wyschniwezka selyschtschna rada) im Norden des Rajons Sbarasch.
Am 20. August 2019 kam noch das Dorf Dswynjatscha zum Gemeindegebiet, am 12. Juni 2020 dann noch weitere 19 in der untenstehenden Tabelle aufgelistetenen Dörfer zum Gemeindegebiet.
Seit dem 17. Juli 2020 ist sie ein Teil des Rajons Kremenez.
Folgende Orte sind neben dem Hauptort Wyschniwez Teil der Gemeinde:
| Name                     | Name             | Name                               | Name                | Name |
| ukrainisch transkribiert | ukrainisch       | russisch                           | polnisch            |      |
| ------------------------ | ---------------- | ---------------------------------- | ------------------- | ---- |
| Bakoty                   | Бакоти           | Бакоты                             | Bakoły              |      |
| Bodaky                   | Бодаки           | Бодаки (Bodaki)                    | Bodaki              |      |
| Butyn                    | Бутин            | Бутин (Butin)                      | Butyń               |      |
| Chotowyzja               | Хотовиця         | Хотовица (Chotowiza)               | Chotowica           |      |
| Dibrowa                  | Діброва          | Диброва                            | Dąbrowa             |      |
| Dswynjatscha             | Дзвиняча         | Дзвиняча (Dswinjatscha)            | Dzwiniacze          |      |
| Fedkiwzi                 | Федьківці        | Федьковцы (Fedkowzy)               | Fedkowce            |      |
| Hnydawa                  | Гнидава          | Гнидава (Hnidawa)                  | Hnidawa             |      |
| Kochaniwka               | Коханівка        | Кохановка (Kochanowka)             | Kochanówka          |      |
| Kotjuschyny              | Котюжини         | Котюжины (Kotjuschiny)             | Kotiurzyńce         |      |
| Krywtschyky              | Кривчики         | Кривчики (Kriwtschiki)             | Krzywczyki          |      |
| Kynachiwzi               | Кинахівці        | Кинаховцы (Kinachowzy)             | Kinachowce          |      |
| Losy                     | Лози             | Лозы                               | Łozy                |      |
| Mali Wiknyny             | Малі Вікнини     | Малые Окнины (Malije Okniny)       | Okniny Małe         |      |
| Malyj Kunynez            | Малий Кунинець   | Малый Кунинец (Maly Kuninez)       | Kuniniec Mały       |      |
| Mlyniwzi                 | Млинівці         | Млыновцы (Mlynowzy)                | Młynowce            |      |
| Myschkiwzi               | Мишківці         | Мышковцы (Myschkowzy)              | Myszkowce           |      |
| Otscheretne              | Очеретне         | Очеретное (Otscheretnoje)          | Świniuchy           |      |
| Poljany                  | Поляни           | Поляны                             | Поляны              |      |
| Rakowez                  | Раковець         | Раковец                            | Rakowiec            |      |
| Sahoroddja               | Загороддя        | Загородье (Sagorodje)              | Zahorodzie          |      |
| Saliszi                  | Залісці          | Залесцы (Saleszy)                  | Zaleśce             |      |
| Saschljachom             | Зашляхом         | Зашляхом                           | -                   |      |
| Staryj Wyschniwez        | Старий Вишнівець | Старый Вишневец (Stary Wischnewez) | Wiśniowiec Stary    |      |
| Ustetschko               | Устечко          | Устечко                            | Usteczko, Uscieczko |      |
| Welyki Wiknyny           | Великі Вікнини   | Великие Окнины (Welikije Oknizy)   | Okniny Wielkie      |      |
| Welykyj Kunynez          | Великий Кунинець | Великий Кунинец (Weliki Kuninez)   | Kuniniec Wielki     |      |

## Persönlichkeiten
- Dmytro Wyschneweckyj (etwa 1516–1563), erster Ataman der Saporoger Kosaken
- Henri-Louis-Stanislas Mortier de Fontaine (1816–1883), Pianist und Komponist